# Miss Universo España 2015
Miss Universo España 2015 (en inglés y oficialmente Miss Universe Spain 2015) fue la 3.ª edición del certamen Miss Universo España. Se llevó a cabo el 30 de julio de 2015 como parte del Starlite Festival de Marbella. Desiré Cordero, Miss España Universo 2014, coronó a Carla Barber como su sucesora, la cual representó a España en el certamen Miss Universo 2015.

## Resultados
| Resultado                 | Candidata                                       |
| ------------------------- | ----------------------------------------------- |
| Miss Universo España 2015 | - Carla Barber                                  |
| Primera finalista         | - Raquel Bonilla                                |
| Segunda finalista         | - Sofía Del Prado                               |
| Top 6                     | - Zaira Naranjo - Alba Román - Raquel Fernández |

### Premios especiales
| Premio                         | Candidata         |
| ------------------------------ | ----------------- |
| Miss Simpatía                  | - Laura Gonce     |
| Miss Popular                   | - Zaira Naranjo   |
| Miss Kaduss (al mejor cabello) | - Sofía del Prado |

## Candidatas
| Candidata                    | Edad | Estatura        | Residencia |
| ---------------------------- | ---- | --------------- | ---------- |
| Alba Román Vera              | 19   | 1,81 m (5′ 11″) | Málaga     |
| Carla García Barber          | 25   | 1,75 m (5′ 9″)  | Las Palmas |
| Carolina Trillo Salazar      | 23   | 1,75 m (5′ 9″)  | Madrid     |
| Claudia Iloga Ngo Bassa      | 23   | 1,78 m (5′ 10″) | Málaga     |
| Davinia Blanco Ángel         | 24   | 1,74 m (5′ 9″)  | Málaga     |
| Inés Baquera Vara de Rey     | 23   | 1,75 m (5′ 9″)  | Madrid     |
| Inés López García            | 22   | 1,73 m (5′ 8″)  | Bilbao     |
| Laura Johana Escudero Bedoya | 25   | 1,75 m (5′ 9″)  | Sevilla    |
| Laura Gonce Rodríguez        | 22   | 1,73 m (5′ 8″)  | Sevilla    |
| Noemí Cruz Bosom             | 20   | 1,77 m (5′ 10″) | Villarreal |
| Raquel Bonilla García        | 23   | 1,75 m (5′ 9″)  | Sevilla    |
| Raquel Fernández Abadía      | 22   | 1,77 m (5′ 10″) | Sevilla    |
| Sofía del Prado Prieto       | 20   | 1,81 m (5′ 11″) | Albacete   |
| Yolanda Moreno Bello         | 25   | 1,81 m (5′ 11″) | Madrid     |
| Zayra Naranjo Uroz           | 22   | 1,70 m (5′ 7″)  | Madrid     |

## Representaciones internacionales
| Candidata           | Certamen                    | Resultado    |
| Sofía del Prado     | Reina Hispanoaméricana 2015 | Ganadora     |
| Raquel Bonilla      | Miss Supranacional 2015     | No clasificó |
| Carla García Barber | Miss Universo 2015          | No clasificó |